# You.com
You.com е интернет търсачка.

## Описание
Уебсайтът е създаден в края на 2020 г. с идеята да използва максимално възможностите на изкуствения интелект и да не разчита на реклами и търгуване с лични данни за реализиране на печалба.
В портфолиото на компанията влизат следните продукти:
- YouChat – чатбот с изкуствен интелект, който отговаря на въпроси от всякакво естество, събира информация от множество източници в интернет и я поднася на потребителя;[2]
- YouWrite – приложение с изкуствен интелект, което създава текстове по зададени параметри;
- YouImagine – приложение за създаване на изображения по зададен текст.

От изброените услуги само YouChat е безплатна, останалите изискват абонамент.
През 2022 г. You.com има над 1 млн. активни потребители.